# Billé
Billé település Franciaországban, Ille-et-Vilaine megyében. Lakosainak száma 1038 fő (2022. január 1.). Billé La Chapelle-Saint-Aubert, Combourtillé, Javené, Montreuil-des-Landes, Parcé, Romagné és Rives-du-Couesnon községekkel határos.

## Népesség
A település népességének változása:
| Lakosok száma | 683  | 702  | 824  | 984  | 1038 | 1047 | 1052 | 1054 | 1057 | 1038 |
|               | 1968 | 1982 | 1990 | 2006 | 2013 | 2015 | 2017 | 2019 | 2020 | 2022 |